# NGC 324
NGC 324 is een spiraalvormig sterrenstelsel in het sterrenbeeld Phoenix. NGC 324 staat op ongeveer 143 miljoen lichtjaar van de Aarde.
NGC 324 werd op 23 oktober 1835 ontdekt door de Britse astronoom John Herschel.

## Synoniemen
- PGC 3416
- ESO 295-25
- MCG -7-3-2
- AM 0054-411